# 琉米親善

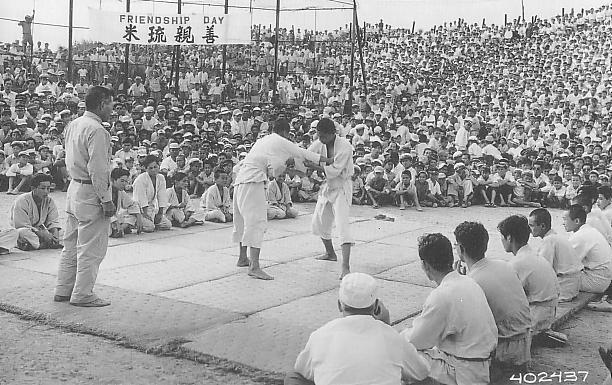
米琉親善柔道大会（1952年8月）

琉米親善（りゅうべいしんぜん、Ryukyuan-American Friendship）とは、復帰前の沖縄県において、米国民政府が中心となって行ってきた官製の親善促進活動で、一種の宣撫工作のことである。
よって、沖縄住民とアメリカ人の民間における純粋な交流活動については、ここではふれない。

## 概要
初期の活動は、児童に対するプレゼントや行事の開催など、各地で任意に行われてきた。1950年代になると、米国民政府が組織的に進めるようになり、米軍部隊も積極的にボランティア活動をするようになった。1950年代後半には、自治体ごとに琉米親善委員会 (Ryukyuan-American Friendship Committee) が組織され、官民合同の親善活動が推進された。1960年代に入ると、アメリカ陸海空軍及び海兵隊に、親善活動対象地が割り当てられ、現地においてボランティア活動を実施した。
しかし、復帰運動の高まりとともに次第に低調になっていった。

## 琉米親善活動の一覧

### 米琉親善記念日の制定
1853年5月26日のペリー提督来琉を記念して、5月26日を米琉親善記念日に定め、様々な記念行事が行われた。その後、この日の前後1週間を米琉親善週間と定めた。

### 広報活動
米国民政府は、『今日の琉球』『守礼の光』の2種類の月刊誌を発行していた。これらの雑誌は、戸別に無料で配布されたほか、各地の琉米文化会館や琉米親善センターでも無料で入手することができた。
- 『今日の琉球』
1957年に創刊された米国民政府発行の月刊誌である。米国民政府の宣伝や施策の解説や琉米親善活動の記事が多かった。
- 『守礼の光』
1959年に創刊されたPR用の月刊誌である。上記の「今日の琉球」とは異なり、主として沖縄文化やアメリカの歴史などを紹介し、親しみやすく編集されていた。実際の編集は、東南アジアの共産勢力向けのプロパガンダをしており、沖縄に印刷工場や放送局を有していた米陸軍第7心理戦部隊が行っていた[1]。

### 琉米親善委員会の組織化
1950年代後半に、琉米相互の親善と理解を図ることを目的とした琉米親善委員会が組織された。しかし、親善団体というよりは、米国民政府に対する援助要請窓口という色彩が濃くなっていった。

### 文化施設の建設

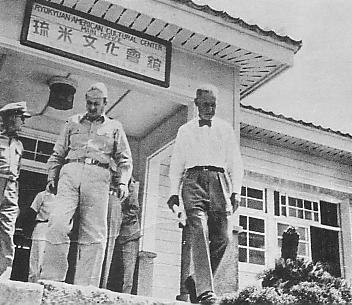
琉米文化会館

- 琉米文化会館 (Ryukyuan-American Cultural Center)
米国民政府の文化施設で、名護市・石川市（現うるま市）・那覇市・平良市（現宮古島市）・石垣市・名瀬市（現鹿児島県奄美市）に設置された。アメリカ型の文化施設で、図書室・ホール・集会室が完備されていた。復帰時に日本政府に買い上げられて、各自治体に無償譲渡された。
- 琉米親善センター (Ryukyuan-American Friendship Center)
上記の琉米文化会館と同じ目的の施設であるが、こちらは自治体の施設で、米国民政府の援助と地域住民の寄付によって建てられた。コザ市（現沖縄市）・糸満町（後市制施行し糸満市）・座間味村にあった。

## 参考資料
1. ↑  琉球朝日放送 報道部 ニュースQプラス》Qリポート 米軍の宣撫工作